# Platyptilia sochivkoi
Platyptilia sochivkoi is een vlinder uit de familie vedermotten (Pterophoridae). De wetenschappelijke naam van deze soort is voor het eerst geldig gepubliceerd in 2011 door Kovtunovich & Ustjuzhanin.
De soort komt voor in tropisch Afrika.